# Parthenio-hegy
A Parthenion-hegy („a Szűz hegye”) 1200 méter magas hegy Görögországban, a Peloponnészoszi-félszigeten, amely Hüsziai és Tegea síkságait választja el egymástól.
A görög mitológia szerint ide tették ki meghalni a gyermek Télephoszt, Héraklész fiát, de megmenekült, mert egy Héraklész küldte szarvas szoptatta.
Egy másik történet szerint a hegyen találkozott Pánnal Pheidippidész, a marathóni csata Spártába tartó hírvivője, és az isten kérdőre vonta, miért hanyagolják el tiszteletét az athéniek. Pan kiengesztelésére az athéniek Hérodotosz elbeszélése szerint oltárt emeltek neki a hegy lábánál.
A hegycsúcson keresztül halad a Pheidippidész futásának emlékére évente megrendezett Spartathlon ultramaratoni futóverseny útvonala. A verseny több résztvevője számolt be ezen a szakaszon, amelyet többnyire már sötétben és fáradtan tesznek meg, hallucinációkról.